# Josip Baotić
Josip Baotić (Kostrč, Orašje, 20. travnja 1942.) je hrvatski jezikoslovac iz BiH. Rođen je u Kostrču kod Orašja. Studij južnoslavenskih jezika i jugoslavenske književnosti završio je na Filozofskom fakultetu u Sarajevu 1966. godine. Magistarski rad pod nazivom Akcenat u govoru sela Kostrča obranio je na Filološkom fakultetu u Beogradu 1975. Doktorsku disertaciju pod nazivom Ikavskošćakavski govori okoline Dervente obranio je na Filozofskom fakultetu u Novom Sadu 1983. godine.
Radio je u Institutu za jezik u Sarajevu u razdoblju od 1973. do 1990. godine, a od 1990. godine do umirovljenja radio je na Filozofskom fakultetu u Sarajevu kao redovni profesor. Izabran je za  profesora emeritusa. Kao profesor gostovao je na Sveučilištu "Džemal Bijedić" u Mostaru te u Würzburgu, Grazu, Oslu i Torinu. Obnašao je dužnost dekana Filozofskog fakulteta u Sarajevu 2006./2007., a u razdoblju od 2003. do 2007. godine bio je prodekan za financije.
Bavi se dijalektologijom i fonetikom i u tim je područjima objavio preko 100 znanstvenih radova (Bosanskohercegovački dijalektološki zbornik, Radovi Instituta za jezik u Sarajevu, Radovi HDZU). Sudjelovao je u projektima: "Bosanskohercegovački dijalekatski kompleks", "Pravopisna problematika u Bosni i Hercegovini", "Standardnojezički izraz SH/HS jezika u Bosni i Hercegovini". Bio je član uredničkog odbora knjižnice "Lingvistika i poetika" izdavačke kuće "Svjetlosti" iz Sarajeva.
Potpisnik je Deklaracije o zajedničkom jeziku u kojoj se tvrdi da se u Hrvatskoj, Bosni i Hercegovini, Srbiji i Crnoj Gori govore nacionalne standardne varijante zajedničkog policentričnog standardnog jezika.